# Toštemir Tepe
Bei Toštemir Tepe handelt es sich um die Ruinen einer kleinen Festungsanlage etwa neun Kilometer nordwestlich von der Ortschaft Schahriston und fünf Kilometer östlich vom Ort Uvak im Norden von Tadschikistan in der Provinz Sughd. Toštemir Tepe liegt an einem Punkt, wo zwei Gebirgsausläufer zusammentreffen und war daher von besonders strategischer Bedeutung. 
Die Anlage besteht aus einer Wehrmauer, die ein Quadrat von 100 m bildet. Im Nordwesten befindet sich der Eingang, dem ein Turm vorgeschoben ist. Der eigentliche Eingang hatte wiederum einen Vorraum und einen weiteren Raum zur Innenseite der Anlage hin, offensichtlich aus verteidigungstechnischen Gründen. Zwei kleine Hügel befinden sich im Westen der Festung. Sie sind nicht ausgegraben. Ihre Funktion ist daher unbekannt. In einer Reihen mit ihnen, im Zentrum der Festung, befindet sich auf einem Sockel das Hauptgebäude, das im Quadrat etwa 17 × 17 m groß ist. Der Sockel besteht aus zwei Lagen von je 1,5 m hohen Lehmblöcken. Der ganze Bau war zur Zeit der Ausgrabung noch etwa 5,7 m hoch erhalten und wies noch zwei Stockwerke auf. Der Eingang liegt im Süden, von dort gelangt man in einen länglichen Vorraum, es folgt ein kleiner Raum und dann wieder ein länglicher. Im Vorraum fanden sich Reste einer Rampe, die in das Obergeschoss führte. Sieben weitere Räume im Untergeschoss sind nicht mit den eben beschriebenen durch einen Zugang verbunden und haben auch keinen eigenen Zugang von außen. Es handelt sich bei dieser Raumgruppe um einen Mittelgang und drei jeweils davon abgehenden längliche Räume. Sie wurden wahrscheinlich durch die Decke betreten. Die Decke des Untergeschosses und der Fußboden des Obergeschosses bestanden aus Holz. In den Mauern sieht man noch heute die Löcher für die Balken. Die Außenmauern des Baues sind drei Lehmblöcke stark und acht Schichten hoch, während die Innenmauern nur eine Lage breit sind. Das Obergeschoss wurde durch eine zweite Rampe, die sich an der Westaußenseite des Baues befindet, betreten. Das Obergeschoss ist fast identisch gegliedert. Es gibt einen Mittelgang und zu beiden Seiten jeweils vier Räume, die alle gewölbte Decken haben. Auch die Türen haben Bögen.
Die Festung datiert ins 5. bis 7. Jahrhundert n. Chr. Es fanden sich vier Münzen, von denen eine als karachanidisch beschrieben wird. Die Anlage wurde 1969 und von 1973 bis 1975 von Pulatov mit Studenten der Historischen Fakultät der Pädagogischen Hochschule Chudschand zum Teil ausgegraben. Er interpretierte den Bau als Schloss. Andere sehen in dem Bau eher eine Wachanlage.